# Кут (Харківський район)
Кут — село в Україні, у складі Нововодолазької громади Харківського району Харківської області. Населення становить 50 осіб. Колишній (до 2017) орган місцевого самоврядування — Одринська сільська рада.

## Географія
Село Кут знаходиться неподалік від витоків річки Чернича, нижче за течією на відстані 2 км розташоване село Одринка. В селі є невеликий ставок. До села примикає лісовий масив (дуб).

## Історія
12 червня 2020 року, розпорядженням Кабінету Міністрів України № 725-р «Про визначення адміністративних центрів та затвердження територій територіальних громад Харківської області», увійшло до складу Нововодолазької селищної громади.
19 липня 2020 року, в результаті адміністративно-територіальної реформи та ліквідації Нововодолазького району, село увійшло до складу новоутвореного Харківського району.